# 仲夏魘
《仲夏魘》（瑞典語：Midsommar）是一部2019年美國及瑞典聯合製作的民俗恐怖片，由艾瑞·艾斯特自編自導。由威爾·普爾特、佛蘿倫絲·普伊、傑克·雷諾及威廉·杰克森·哈珀主演。本片因骇人的食人、獻祭、交配場面而引起話題及爭議。該片定於2019年7月3日在美國上映，並於同年8月30日於北美限量上映未分級的導演剪輯版。

## 劇情
丹妮因姊姊及父母意外自殺而日漸崩潰，男友克里斯為了安撫丹妮而邀請丹妮與他的好友來到瑞典的一座偏遠村莊參加仲夏節慶典，以令她釋懷姊姊及父母身亡的陰影。
但活動卻接二連三地發生怪事，而事情也朝著暴力、詭異的方向發展著，因此他們決定探索這裏去解除疑惑。卻發現這些美好的豐收背後與他們所信仰的宗教有關。事情的發展亦令丹妮的心理陰影日漸擴大，眾人的情緒亦開始興奮及崩潰起來，陷入分裂的局面⋯⋯逼迫著他們做出最終的抉擇：居留或獻祭⋯⋯

## 製作
電影於2018年7月30日在匈牙利布達佩斯開始拍攝，於2018年10月結束拍攝，由美國獨立製片公司A24影業出品，並由《女巫》、《宿怨》製片團隊製作。

## 演員
| 演員             | 角色           | 備註 |
| 佛蘿倫絲·普伊    | 丹妮（Dani Ardor）       | 主角，因父母及姊姊意外身亡『被孤立』而患上抑鬱症，精神不穩定起來。聽了克里斯汀安及皮爾的建議便跟隨了眾人前往瑞典。 |
| 傑克·雷諾        | 克里斯汀安（Christian Hughes） | 丹妮的伴侶，本打算與丹妮分手，但因其精神不穩定而聽從朋友意見——與皮爾一起遊說丹妮前往瑞典，並藉此找尋機會脫離她。   |
| 威廉·波姆根      | 皮爾（Pelle）       | 當地居民，克里斯的好友，因對丹妮有好感而主動遊說丹妮參與瑞典之旅並關心她。                                         |
| 威爾·普爾特      | 馬克（Mark）       | 瑞典旅行的主辦人，克里斯的好友，曾向克里斯提出與丹妮分手的建議。                                                   |
| 威廉·傑克森·哈珀 | 喬許（Josh）       | 克里斯的好友，為好友裏唯一的黑人，跟隨克里斯等人前往瑞典。                                                         |
| 漢普斯·哈爾伯格  | 英格瑪（Ingemar）     | 當地居民，皮爾的朋輩，帶領康妮及西蒙前往瑞典。                                                                     |
| 埃洛拉·托奇亞    | 康妮（Connie）       | 英格瑪的好友，西蒙的女友，跟隨英格瑪前往瑞典。                                                                     |
| 阿奇·馬德克維    | 西蒙（Simon）       | 英格瑪的好友，康妮的男友，跟隨英格瑪前往瑞典。                                                                     |
| 亨里克·诺伦      |                | |
| 伊莎貝爾·格瑞兒  | 瑪嘉（Maja）       | 當地居民，欲成為克里斯汀安的伴侶。                                                                                 |
| 伯恩·安德森      | 丹恩（Dan）       | 當地居民。 |
| 朱莉婭·拉格納森  | 英格（Inga）       | 當地居民。 |
| 安娜·安斯特蘿姆  | 卡琳（Karin）       | 當地居民。 |
| 麗芙·姆瓊斯      | 烏娜（Ulla）       | 當地居民。 |

## 發行
《仲夏魘》因其駭人的場面使美國、英國、台灣等地均需以限制級形式上映，本片定於2019年7月3日在美國及英國上映。

## 評價
爛番茄根據221條評論給予82%的新鮮度（平均評分為7.46分，滿分為10分）。該片在Metacritic上持有73分（基於49位評論家），顯示「普遍好評」，據CinemaScore調查，觀眾的反應在A+至F間落在「C+」。在2019年6月24日的洛杉磯首映，喬登·皮爾接受了Fangoria的専訪並透露「《仲夏魘》裡出現了不少我此生看過最不舒服的電影鏡頭，當下讓我嚇到目瞪口呆。」
2023年8月，爛番茄將本片列名為「100部最佳2010年代恐怖片」排行榜第66名。

## 外部連結
- 官方网站
- 互联网电影数据库（IMDb）上《仲夏魘》的资料（英文）